# アルベルト・ビットナー
アルベルト・ビットナー（Albert Bittner, 1900年9月27日 - 1980年8月7日）は、ドイツの指揮者。

## 人物・来歴
ニュルンベルクの生まれ。クロル歌劇場でオットー・クレンペラーの助手としてキャリアを始め、後にナチスに入党してグラーツ歌劇場の指揮者となった。1933年からオルデンブルク国立管弦楽団とゲーラ市の音楽監督となり、アルテンブルク州立劇場とロイス劇場の楽長も任されるようになった。1936年からエッセン・フィルハーモニー管弦楽団の音楽監督になり、1943年にはエルンスト・ペッピングの交響曲第２番の初演を手掛けた。
ハンブルクにて没。